# Jan Pospíšil (politik)
Jan Pospíšil (30. července 1845 Velká Oslavice – 11. června 1925 Oslavice) byl rakouský a český politik české národnosti, na přelomu 19. a 20. století poslanec Říšské rady.

## Biografie
Pocházel z rolnické rodiny. Vychodil hlavní školu a nižší soukromou reálnou školu ve Velkém Meziříčí. Následně se vzdělával sám. Převzal rodinné hospodářství. Roku 1903 si postavil nový dům. Byl aktivní veřejně a politicky. V roce 1875 byl zvolen starostou rodné Velké Oslavice (dnes oficiálně Oslavice). Starostou byl do roku 1880 a opět v letech 1886–1892. Od roku 1893 do roku 1903 se uvádí jako člen obecního výboru. Byl rovněž členem okresního silničního výboru ve Velkém Meziříčí. Publikoval v tisku. Roku 1882 se účastnil deputace k císaři Františku Josefu I. s cílem přimluvit se za výstavbu železničního spojení do Velkého Meziříčí. Trať pak byla zprovozněna roku 1886. Působil jako jednatel Okresní hospodářské jednoty ve Velkém Meziříčí a v červnu 1884 patřil do její deputace k zemskému sněmu za účelem zachování dvouleté hospodářské školy ve Velkém Meziříčí a jejího převzetí pod zemskou správu. Ve Velkém Meziříčí založil politický spolek a v Olomouci selskou jednotu.
V roce 1890 nastoupil jako poslanec Moravského zemského sněmu. Byl členem Lidové strany na Moravě (moravská odnož mladočeské strany), předtím se profiloval jako příslušník rolnického křídla staročeské Národní strany. Do sněmu byl zvolen za kurii venkovských obcí, obvod Třebíč a Velké Meziříčí. Porazil staročeského kandidáta Antonína Mezníka. Mandát obhájil za týž obvod i v zemských volbách roku 1896 a zemských volbách roku 1902. V zemských volbách roku 1906 kandidoval, ale porazil jej klerikál Josef Šamalík.
Na sněmu se zaměřoval na otázky venkova a zemědělská témata. Dlouhodobě vystupoval na podporu povolení pěstování tabáku na Moravě. Podporoval pěstování lnu a lnářský průmysl, který trpěl konkurencí dovozové bavlny. Podával také návrhy na úpravu zákona o vojenské službě tak, aby se omezil dopad na zemědělské práce. Přimlouval se za zřizování rolnických a hospodářských škol.
Na konci 19. století se zapojil i do celostátní politiky. Již ve volbách do Říšské rady roku 1891 neúspěšně kandidoval do Říšské rady (celostátní zákonodárný sbor) za lidovou stranu v kurii venkovských obcí, obvod Jihlava, Třebíč atd. Uspěl za tento obvod až ve volbách do Říšské rady roku 1897. Za týž obvod obhájil mandát i ve volbách do Říšské rady roku 1901. K roku 1897 se profesně uvádí jako zemědělec.
Zemřel v červnu 1925.